# Pseudopanurgus citripes
Pseudopanurgus citripes is een vliesvleugelig insect uit de familie Andrenidae. De wetenschappelijke naam van de soort is voor het eerst geldig gepubliceerd in 1890 door Ashmead.